# Tour du Danemark 2009
Le Tour du Danemark 2009 est la 19e édition de cette course cycliste sur route masculine. Elle s'est déroulée du 29 juillet au 2 août 2009 en 6 étapes. Le Danois Jakob Fuglsang (Team Saxo Bank) s'impose pour la deuxième année consécutive.

## Étapes
| Détail    | Date       | Villes étapes             | km   | Vainqueur d'étape | Leader du classement général |
| 1re étape | 29 juillet | Hirtshals - Rebild Bakker | 175  | Matti Breschel    | Matti Breschel               |
| 2e étape  | 30 juillet | Aars - Århus              | 190  | Nicki Sørensen    | Nicki Sørensen               |
| 3e étape  | 31 juillet | Århus - Vejle             | 185  | Jakob Fuglsang    | Jakob Fuglsang               |
| 4e étape  | 1er août   | Korsør - Køge             | 115  | Jeremy Hunt       | Jakob Fuglsang               |
| 5e étape  | 1er août   | Roskilde CLM Ind          | 15.5 | Maurizio Biondo   | Jakob Fuglsang               |
| 6e étape  | 2 août     | Ringsted - Frederiksberg  | 150  | Sebastian Siedler | Jakob Fuglsang               |

## Classement final
| CLASSEMENT GÉNÉRAL FINAL | CLASSEMENT GÉNÉRAL FINAL | CLASSEMENT GÉNÉRAL FINAL | CLASSEMENT GÉNÉRAL FINAL |
| ------------------------ | ------------------------ | ------------------------ | ------------------------ |
| 1.                       | Jakob Fuglsang           |                          | 19 h 41 min 53 s         |
| 2.                       | Maurizio Biondo          |                          | + 3 s                    |
| 3.                       | Roger Hammond            |                          | + 47 s                   |
| 4.                       | Rasmus Guldhammer        |                          | + 48 s                   |
| 5.                       | Matti Breschel           |                          | + 54 s                   |
| 6.                       | Ignatas Konovalovas      |                          | + 57 s                   |
| 7.                       | Allan Johansen           |                          | + 1 min                  |
| 8.                       | Lars Ytting Bak          |                          | + 1 min 02 s             |
| 9.                       | Martin Reimer            |                          | + 1 min 05 s             |
| 10.                      | Fredrik Ericsson         |                          | + 1 min 13 s             |

## Évolution des différents classements
| Étape               | Général        | Point          | Montagne                | Meilleur Jeune      | Équipe           | Combatif         |
| 1 Matti Breschel    | Matti Breschel | Matti Breschel | Dominique Rollin        | Thijs van Amerongen | Team Saxo Bank   | Nicolaj Olesen   |
| 2 Nicki Sørensen    | Nicki Sørensen | Matti Breschel | Thomas Riber-Sellebjerg | Martin Reimer       | Team Saxo Bank   | Klaas Lodewyck   |
| 3 Jakob Fuglsang    | Jakob Fuglsang | Matti Breschel | Troels Vinther          | Rasmus Guldhammer   | Team Saxo Bank   | Dominique Rollin |
| 4 Jeremy Hunt       | Jakob Fuglsang | Matti Breschel | Troels Vinther          | Rasmus Guldhammer   | Cervelo TestTeam | Roger Hammond    |
| 5 Maurizio Biondo   | Jakob Fuglsang | Matti Breschel | Troels Vinther          | Rasmus Guldhammer   | Team Saxo Bank   | Roger Hammond    |
| 6 Sebastian Siedler | Jakob Fuglsang | Matti Breschel | Troels Vinther          | Rasmus Guldhammer   | Team Saxo Bank   | Allan Johansen   |
| Final               | Jakob Fuglsang | Matti Breschel | Troels Vinther          | Rasmus Guldhammer   | Team Saxo Bank   | Allan Johansen   |